# 아시아 AM트럭

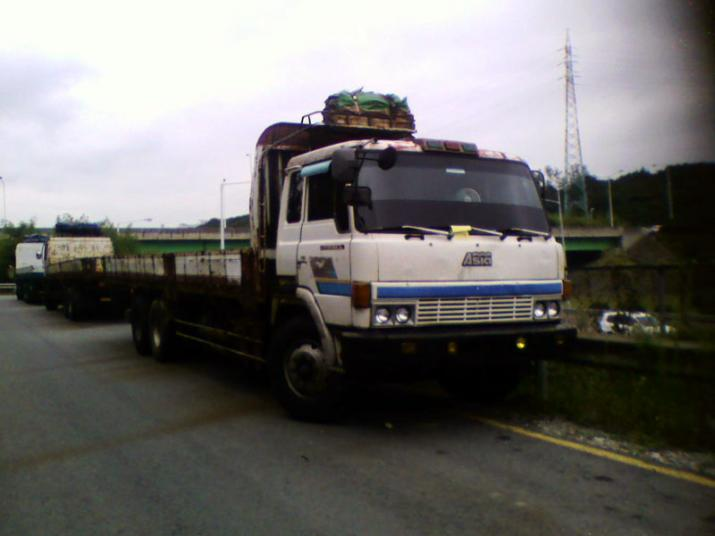
아시아 AM518CL 카고 트럭 정측면

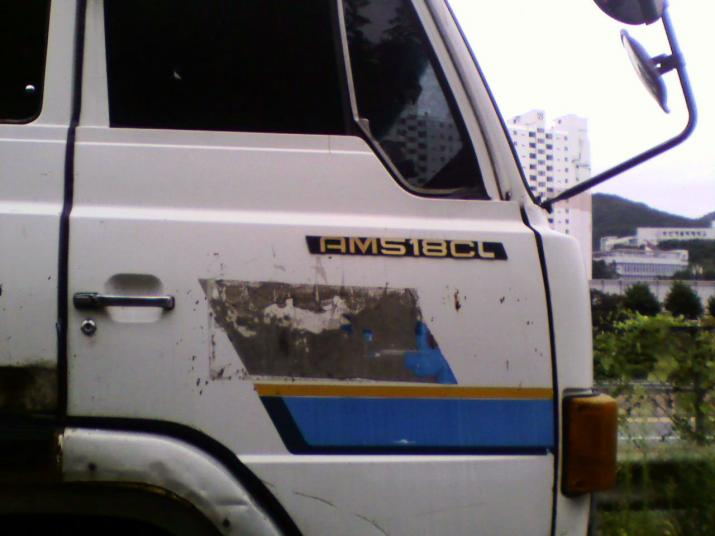
아시아 AM518CL 카고 트럭 엠블렘

아시아 AM 트럭(Asia AM Truck)은 아시아자동차공업이 일본의 히노 자동차와 기술 제휴로 히노 슈퍼돌핀을 도입해 생산한 트럭 시리즈다.

## 개요
1984년 5월 28일에 KB900/940 후속 차량으로 출시되었으며, 엔진은 히노 자동차의 엔진과 대우중공업의 엔진을 장착하였다. 주차 브레이크는 승용차와 승합차에 쓰이는 기계식 브레이크를 사용하였다. 1986년 11월에 기아와 아시아자동차공업의 새 CI 출범에 맞춰 1988년에 앞면 아시아 엠블렘이 A S I A에서 Asia으로 변경되었으며, 1992년에 페이스 리프트를 거쳐 헤드 램프가 4등식 원형 타입에서 2등식 사각형 타입으로 변경되었다. 1994년에 타원형 ASIA로 바뀌었으며, 1995년 3월 후속 차종인 그랜토 시판으로 생산 중지되었으며, 1996년에 재고물량의 완전 소진으로 완전 단종되었다.

## 라인업
카고트럭
- - AM4##：FH(4×2)
  - AM5##：FS(6×4)
  - AM6##：FY(8×4)

덤프/믹서트럭
- - AM4##：FH(4×2)
  - AM6##：FS(6×4)

## 사용된 변속기
- 6단 수동변속기
- 10단 수동변속기
- 16단 수동변속기